# Kamal El-Helbawy

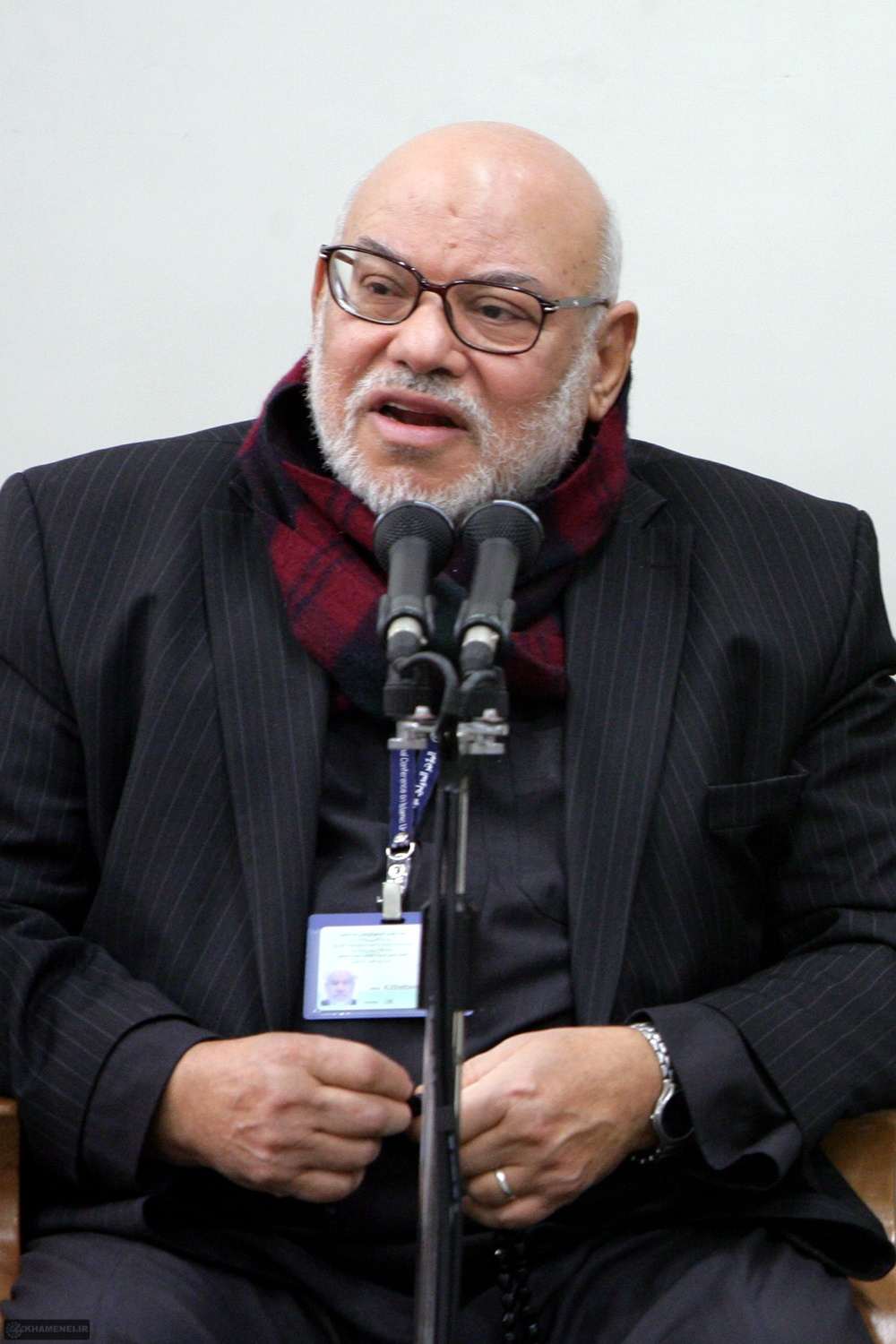
Kamal El-Helbawy

Kamal Tawfik El-Helbawy (arabisch كمال توفيق الهلباوي, DMG Kamāl Taufīq al-Hilbāwī, geb. 9. April 1939 in Kafr al-Batanūn (Gouvernement al-Minufiyya); gest. 28. Februar 2023 in London) war ein britisch-ägyptischer islamistischer Aktivist und Dissident der Muslimbruderschaft. Er gehörte über Jahrzehnte zu den führenden Kreisen der Organisation und war maßgeblich am Aufbau ihrer globalen Netzwerke beteiligt. Nach seiner Übersiedelung nach London 1994 hatte er von 1995 bis 1997 das Amt des „Offiziellen Sprechers der internationalen Organisation“ der Muslimbruderschaft inne. Unter seinem Einfluss wurde London zu einer entscheidenden Basis für Aktivitäten der Bruderschaft außerhalb Ägyptens. Nach seinem Rücktritt vom Amt des Sprechers baute El-Helbawy ein Netzwerk von mit der Bruderschaft verbundenen Organisationen in London auf und trat mit militanten Stellungnahmen zum Nahostkonflikt hervor.
Zu Beginn des Arabischen Frühlings kehrte El-Helbawy nach Ägypten zurück, um für die Muslimbruderschaft den demokratischen Wandel des Landes mitzugestalten. Ende März 2012 trat er jedoch aus Protest gegen die Kandidatur von Chairat al-Schater bei der ägyptischen Präsidentschaftswahl überraschend aus der Muslimbruderschaft aus. Nachdem er im Sommer 2013 den Militärputsch gegen Mohammed Mursi unterstützt hatte, wurde er zu einem der schärfsten Kritiker der Organisation. Aufgrund der großen Rolle, die El-Helbawy beim Aufbau vieler Unterorganisationen der Bruderschaft im Westen gespielt hatte, und seiner persönlichen Verbindungen zu vielen der Aktivisten, die sie leiten, fand sein Verhalten bei den Muslimbrüdern im Westen großen Widerhall und brachte einige dazu, die Organisation ebenfalls zu verlassen. Im Jahre 2018 näherte er sich der Muslimbruderschaft wieder an, indem er auf TV-Sendern, die der Muslimbruderschaft zugerechnet werden, eine letztlich erfolglose Initiative zur gesellschaftlichen Aussöhnung in Ägypten vorstellte.

## Heranführung an die Muslimbruderschaft und Studium
El-Helbawy wurde 1939 in Kafr al-Batanūn, einem kleinen Dorf im ägyptischen Nildelta, geboren. Nachdem er sich in der Grundschule als besonders begabt erwiesen hatte, beschlossen seine Eltern 1951, ihn bei der Sekundarschule al-Masāʿī al-Maschkūra in Schibin al-Kaum anzumelden, die ihn in einem etwas schnellerem Tempo als üblich an die Universität heranführen sollte. Diese Schule, die vorher schon von Hosni Mubarak besuchten worden war, wurde von der Muslimbruderschaft betrieben. El-Helbawys Eltern gehörten dieser Organisation zwar nicht an, dachten jedoch, dass eine religiöse Schule eher zu den konservativen islamischen Werten passte, die in ihrem ländlichen Umfeld gepflegt wurden. El Helbawy selbst wusste anfangs nicht, dass die Schule der Muslimbruderschaft angehört, allerdings wurde er immer wieder charakterlichen Tests und Loyalitätsprüfungen unterworfen.
Nach drei Jahren „unter Beobachtung“ trat El-Helbawy offiziell der Bruderschaft bei und wurde ein vollwertiges, beitragszahlendes Mitglied. Er begann ein Studium an der Philosophischen Fakultät der Universität Kairo und erwarb 1960 einen Abschluss in Literaturwissenschaft. In den frühen 1960er Jahren arbeitete er für die Zentrale Trainingsorganisation der Muslimbruderschaft, die für die Ausbildung neuer Mitglieder und Verbreitung ihrer Ideologie verantwortlich war. Die Muslimbruderschaft war in dieser Zeit starken Repressionen ausgesetzt, und El-Helbawy unterlag einem Reiseverbot. 1971 erwarb er einen Abschluss in Business Administration und Simultandolmetschen von der American University in Cairo.

## Im Dienste der Bruderschaft im islamischen Ausland

### In Nord-Nigeria
Als 1970 Gamal Abdel Nasser starb und das El-Helbawy auferlegte Reiseverbot aufgehoben wurde, entschloss er sich, Ägypten zu verlassen. Er reiste zunächst nach Nigeria, wo er zusammen mit Scheich Ahmed Lemu und anderen lokalen Gelehrten in Sokoto den Islamic Education Trust ins Leben rief. Der Erfolg, den er in Nigeria hatte, veranlasste einige Muslimbrüder, die in Saudi-Arabien tätig waren, darunter Ahmad al-Shawi, ihn dorthin einzuladen. Nach Angaben auf seiner eigenen Website war El-Helbawy von 1972 bis 1973 auch als Lecturer an der Universität von Sokoto tätig.

### In Saudi-Arabien
1972 zog El-Helbawy nach Dschidda und wurde zum ersten Geschäftsführenden Direktor der World Assembly of Muslim Youth (WAMY) ernannt, einer Kooperation der Muslimbruderschaft und der saudischen Monarchie, die ein immenses Budget zur Verfügung hatte. Seine Aufgabe bestand darin, die WAMY-Projekte im Westen und in anderen Teilen der Welt zu managen, Jugendcamps einzurichten und muslimische Jugend- und Studentenorganisationen zu betreuen, was viele Reisen mit sich brachte. El Helbawy organisierte Konferenzen in ganz Europa und Nordamerika und brachte die ersten Pioniere, die die Muslimbruderschaft im Westen aufbauen sollten, zusammen. 1974 reiste er zusammen mit Mohammed Mahdi Akef in die Türkei, um die Kontakte zur islamistischen Bewegung von Necmettin Erbakan auszubauen und auf Nordzypern, das kurz zuvor von der Türkei besetzt worden war, ein Daʿwa-Zentrum einzurichten und eine WAMY-Konferenz vorzubereiten. Hierbei erhielten sie auch die Unterstützung von Rauf Denktaş, der ihnen mehrere Villen in Kyrenia zur Verfügung stellte. Die Konferenz fand schließlich 1977 statt und führte ältere und angehende islamistische Aktivisten aus aller Welt zusammen. El-Helbawy führte das Amt des Geschäftsführenden Direktors der WAMY noch bis 1982 weiter.
Von 1980 bis 1981 lebte El-Helbawy in London und leitete dort das Muslim Welfare House. Von 1981 bis 1983 bzw. nach anderen Angaben von 1982 bis 1987 arbeitete er für das Arab Bureau of Education for the Gulf States (ABEGS) mit Sitz in Saudi-Arabien. In dieser Zeit erstellte er zusammen mit M. Moinuddin Siddiqui und Syed Shukry eine englische Übersetzung von Yūsuf al-Qaradāwīs Buch „Das Erlaubte und das Verbotene im Islam“ (al-Ḥalāl wa-l-ḥarām fī l-islām).

### In Afghanistan und Pakistan
1988 wurde er nach Afghanistan entsandt, um als Verbindungsmann der Muslimbruderschaft zu den afghanischen Kämpfern im Kampf gegen die sowjetische Besatzungsmacht zu fungieren. Nach eigener Darstellung auf seiner persönlichen Website war er in Afghanistan als Berater der Mudschāhidūn-Führung tätig. Hier arbeitete er auch eng mit Abdallah Azzam zusammen. Seine Aufgabe bestand darin, soziale Dienste für die Ehefrauen, Witwen und Familien der Mudschāhidūn zu organisieren.
Von 1988 bis 1994 war El-Helbawy außerdem Universitätsdozent an der Daʿwa-Akademie der International Islamic University in Islamabad und Berater und Dozent am dortigen Institute of Policy Studies, einer Gründung von Khurshid Ahmed. Aus der Zusammenarbeit mit ihm ging die politisch-analytische Zeitschrift al-Qaḍāyā ad-daulīya – International Issues hervor, die ebenfalls der islamischen Bewegung verpflichtet war. Martyn Frampton beschreibt sie als das Wochenmagazin der Muslimbruderschaft zu Afghanistan. Die Zeitschrift musste zwar aus finanziellen Gründen schon bald wieder eingestellt werden – al-Helbawy lehnte eine Finanzierung von saudischer Seite ab, doch war sie deswegen besonders wichtig, weil an ihr mediale Kader ihre ersten journalistischen Erfahrungen sammelten, die später hohe Positionen bei Al Jazeera und anderen Medien der arabischen und islamischen Welt übernahmen. ʿIsām Talīma, ein Schüler von Yusuf al-Qaradawi, hält deswegen diese Zeit für eine der fruchtbarsten Schaffensperioden von El-Helbawy. Auch während dieser Zeit reiste El-Helbawy häufig in den Westen, um an Konferenzen teilzunehmen, Seminare zu halten und dort lebende Muslimbrüder zu treffen.

## Als islamischer Aktivist in London
Nachdem die US-Regierung bei ihrer Forderung, arabisch-islamistische Netzwerke auf pakistanischem Boden unschädlich zu machen, immer mehr Druck auf die pakistanische Regierung ausgeübt hatte, zog El-Helbawy 1994 nach London. Seine Verbindung zu den afghanischen Mudschāhidūn machte ihm eine Rückkehr nach Ägypten unmöglich, weil das Regime von Hosni Mubarak, Ägypter, die von der Front in Afghanistan zurückkehrten, inhaftierte. In London hielt er Vorträge an lokalen Hochschulen und festigte seine Kontakte zur islamischen Szene. Außerdem veröffentlichte er ein arabisches Buch zur amerikanischen Politik im Nahen Osten. Seinen Lebensunterhalt verdiente er ab 1997 mit dem Betrieb eines Pflegeheims in Wembley. El-Helbawy gibt in seinem Lebenslauf als Namen dieses Pflegeheims St. Ann’s Elderly Care Home an.

### DasGlobal Muslim Brotherhood Information Center
Um die Mitte der 1990er Jahre war El-Helbawy auch Mitglied der Führung der globalen Organisation, was bedeutete, dass er einen Sitz im Führungsbüro (maktab al-iršād) und im Konsultativrat (maǧlis aš-šūrā) der Muslimbruderschaft hatte. Im September 1995 eröffnete El-Helbawy im Auftrag des Konsultativrats das Global Muslim Brotherhood Information Center, das erste offizielle Büro der Organisation im Westen. Dieses Büro sollte unter anderem
- authentische Informationen in verschiedenen Sprachen über den Islam, islamische Themen und Bewegungen, insbesondere die Muslimbruderschaft, speichern, klassifizieren und verbreiten,
- eine aktuelles Dossier an Fakten über die Muslimbruderschaft im Besonderen und andere zeitgenössische islamische Momente im Allgemeinen führen, um der Presse und anderen authentische Informationen und Daten zur Verfügung zu stellen,
- und der Islamischen Bewegung, insbesondere der Muslimbruderschaft (Al-Ikhwanul Muslimun), Repräsentationsmöglichkeiten bereitstellen, wo immer dies erforderlich oder erwünscht ist.[26]

Von 1995 bis 1997 hatte El-Helbawy auch das neu geschaffene Amt des „Offiziellen Sprechers der internationalen Organisation“ (an-nāṭiq ar-rasmī li-t-tanẓīm ad-daulī) inne, doch führten die Eröffnung des Büros und die Formalisierung des Amts zu Streit mit den Muslimbrüdern von London unter der Führung von Ibrāhīm Munīr. Sie wollten die Aktivitäten der Organisation lieber geheim halten. Die Kritik führte auch dazu, dass das Büro schon 1997 umbenannt wurde, als El-Helbawy das Ruder wieder abgab. Nach David Rich verlor El-Helbawy in dieser Zeit auch den Rückhalt der Muslimbruderschaft-Führung in Ägypten.

### Gründung von und Mitwirkung in muslimischen Organisationen
Dafür wirkte El-Helbawy 1997 an der Gründung zweier einflussreicher britischer muslimischer Organisationen mit. Die eine war die klar der Muslimbruderschaft zuzuordnende Muslim Association of Britain (MAB), als deren erster Präsident er bis 1999 fungierte, die andere der Muslim Council of Britain (MCB), eine islamistisch orientierte Dachorganisation mit dem Anspruch, die gesamten britischen Muslime zu repräsentieren. Von 2000 bis 2004 gehörte El-Helbawy dem zentralen Arbeitskomitee der MCB an. Außerdem wurde er als Treuhänder der Islamic Foundation in Leicester tätig.
2006 gründete El-Helbawy das Centre for the Study of Terrorism (CFSOT), nach Selbstdarstellung „eine unabhängige Forschungs-, Schulungs- und Beratungsorganisation, die sich der eingehenden Untersuchung des islamischen Wiederauflebens, der Demokratisierung und des Extremismus in der muslimischen Welt widmet“. Das wichtigste Ziel des Zentrums und des von ihm herausgegebenen Magazins Islamism Digest war es, eine Definition von Terrorismus zu produzieren, die „legitime“ Formen von „Widerstand“ daraus ausschließt. Beim ersten Jahrestag der Gründung des Zentrums kritisierte El-Helbawy die Vermengung von Islamismus mit Terrorismus und stellte sich gegen die Auffassung, dass Hisbollah und Hamas terroristische Gruppen seien.

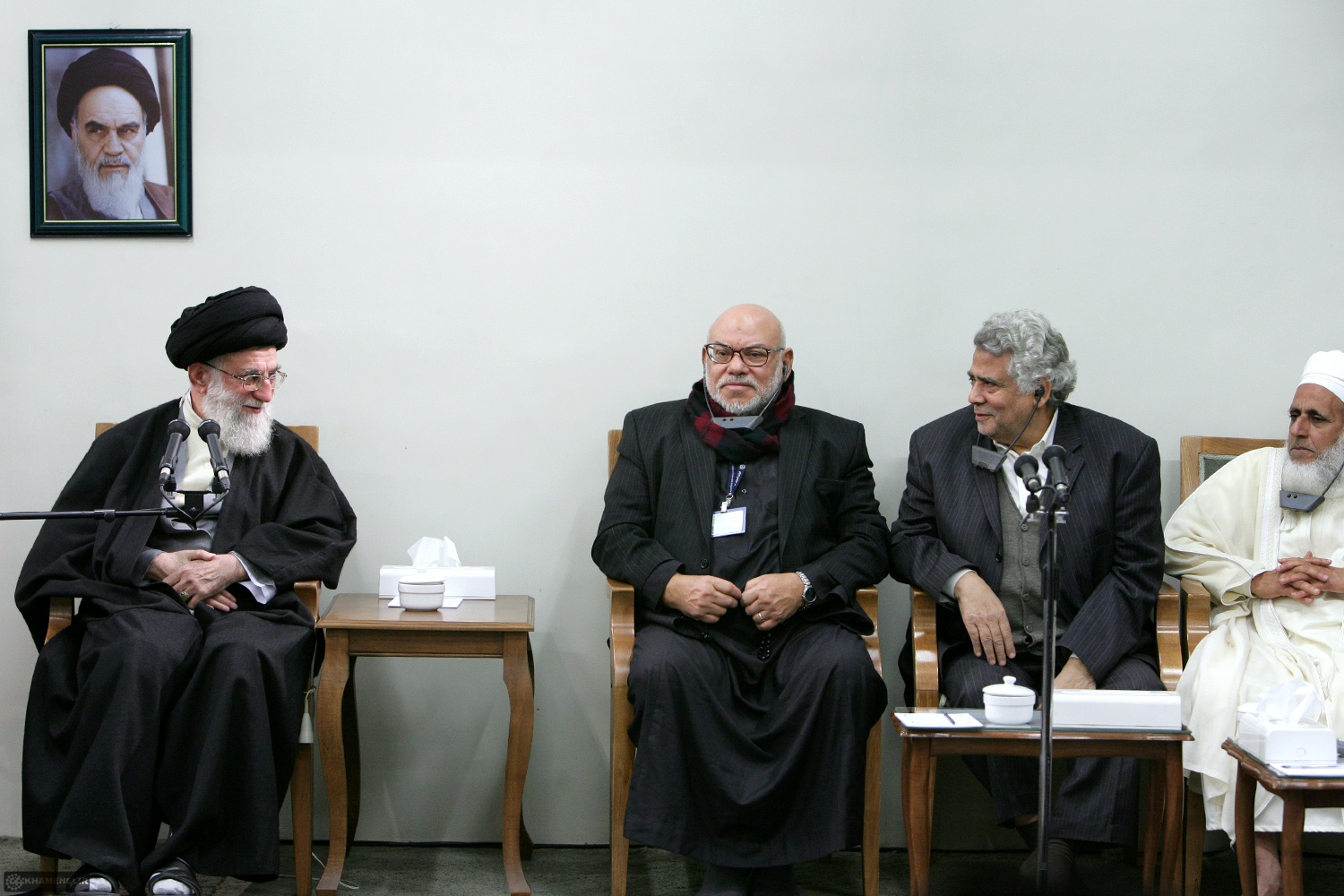
Kamal El-Helbawy bei seinem Treffen mit Ali Chamenei 2011.

Als Reaktion auf die zunehmenden sunnitisch-schiitischen Spannungen nach der amerikanischen Invasion des Irak gründete El-Helbawy 2007 zusammen mit den beiden schiitischen Ayatollahs Murtadā Scharīf ʿAskarī und Muhsin Arākī das „Islamic Unity Forum“ (Muntadā al-waḥda al-islāmīya), dem er in den folgenden Jahren auch als Generalsekretär diente. Im November 2008 reiste er in den Libanon, um seine Ideen für die islamische Einheit mit Naim Kassim, dem stellvertretenden Generalsekretär schiitischen Hisbollah-Organisation zu diskutieren. Im Rahmen seiner Bemühungen um eine sunnitisch-schiitische Annäherung besuchte El-Helbawy 2011 die jährlich stattfindende Internationale Konferenz für Islamische Einheit in Iran, bei der er auch mit Großayatollah Ali Chamenei zusammentraf.

### Interviews und öffentliche Positionierungen zum Nahostkonflikt
Zwar trat El-Helbawy 1998 aus dem Führungsbüro der Muslimbruderschaft zurück, doch war er während der zweiten Hälfte der 1990er Jahre und im folgenden Jahrzehnt eine der sichtbarsten und einflussreichsten Persönlichkeiten der muslimischen und islamistischen Szene Großbritanniens. In einem Interview, das er im Oktober 2005 der BBC gab, bekannte er sich zu einer islamistischen Version von Demokratie. So äußerte er die Auffassung, dass Demokratie durch das Schūrā-Konzept Wurzeln in der islamischen Tradition habe, die öffentliche Meinung jedoch nur zu Fragen gehört werden müsse, zu denen Koran und Sunna schwiegen.
Wiederholt bezog El-Helbawy öffentlich Stellung zum Nahostkonflikt. Schon im Mai 1996 schrieb er einen Offenen Brief an Yasser Arafat, in dem er diesen im Namen der Muslimbruderschaft aufforderte, die Verträge des Oslo-Friedensprozesses aufzukündigen, die „dem Feind […] Macht geben, die er nicht verdient“, und gleichzeitig erklärte, dass es das legitime Recht von Hamas und al-Dschihād al-islāmī sei, mit allen legitimen Mitteln für die Freiheit zu kämpfen. In einem Interview, das er Ende Juli 2005 einem Vertreter der Jamestown Foundation gab, rechtfertigte er Selbstmordattentate in Israel. In einem Fernsehinterview mit der arabischen BBC-Redaktion im Oktober 2008 formulierte er diese These noch zugespitzter, indem er auch kleine israelische Kinder für legitime militärische Ziele erklärte. Der irakische Journalist Nabeel Yasin verurteilte daraufhin El-Helbawys Aussage als „sehr gefährlich“ und verglich sie mit der Haltung der mörderischen Sekte der Azraqiten, die schwangeren Frauen die Bäuche aufschnitten, weil sie meinten, dass das Kind später zu ihrem Feind würde.
Im Jahre 2008 organisierte El-Helbawy auch ein Treffen zwischen Yūsuf al-Qaradāwī und Rabbis der antizionistischen orthodox-jüdischen Organisation Neturei Karta. El-Helbawy wurde außerdem Mitglied der lokalen Organisation der Liberal Democrats und ermunterte andere Muslime, diese Partei zu unterstützen, weil er die Position der dieser Partei angehörenden Parlamentsabgeordneten seines Wahlkreises, Sarah Teather, zum Nahostkonflikt für besser hielt als die ihrer Konkurrenten.

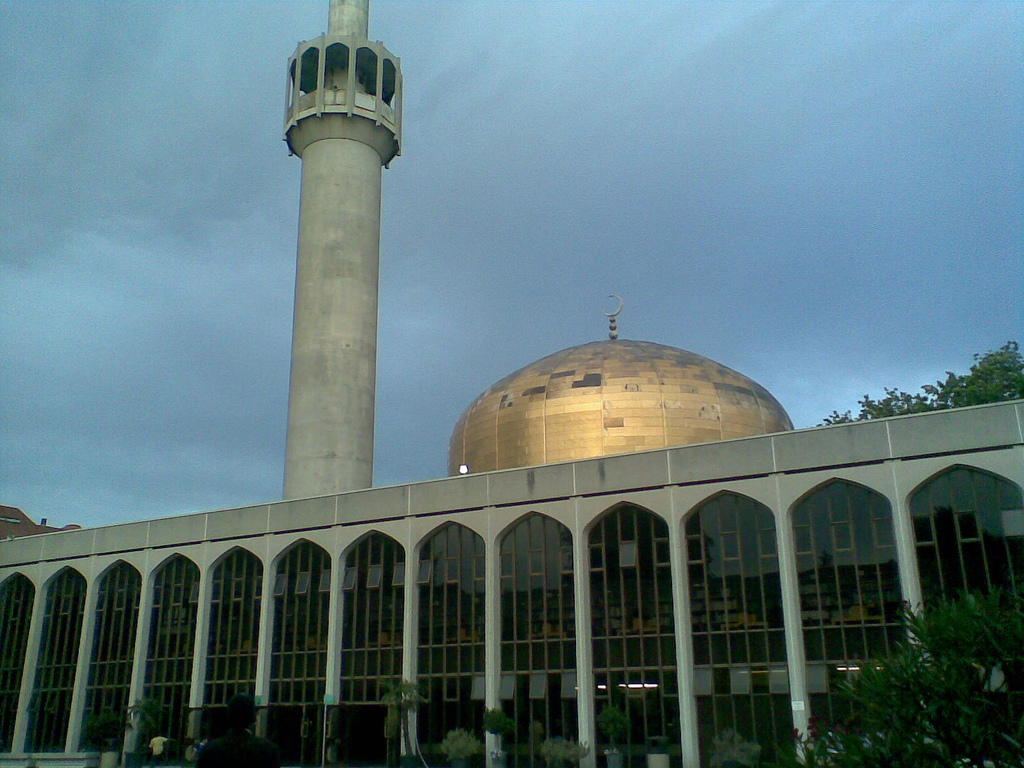
Die London Central Mosque

Im März 2010 trat El-Helbawy auf einem Redefestival auf, das der Palästinensische Club von Großbritannien und die islamischen Zentren in London unter dem Motto „Al-Aqsā in Gefahr“ in der London Central Mosque organisiert hatten. Dort forderte er mit Rāschid al-Ghannūschī und anderen islamischen Führungspersönlichkeiten „eine Massenbewegung zur Unterstützung von Al-Aqsā“. In seiner eigenen Rede gab er außerdem seiner Hoffnung Ausdruck, „dass sich die Umma auf einen Dschihad in allen Formen vorbereiten werde, um den Besatzer von ihrem Boden zu vertreiben“. So wie Frankreich im Zweiten Weltkrieg die deutsche Besatzungsmacht vertrieben habe, so müssten jetzt die Palästinenser das Recht haben, ihr Territorium zu befreien.

### Entfremdung von der Muslimbruderschaft
Schon in dem Interview, das er 2005 der Jamestown Foundation gab, erklärte El-Helbawy, dass er mit der derzeitigen Führung der Muslimbruderschaft „in Bezug auf einige ihrer Ansätze zur Bewältigung aktueller Herausforderungen und Krisen anderer Meinung“ sei. Außerdem äußerte er darin die Befürchtung, dass die MB-Führung seine Mitgliedschaft in der Bewegung gelöscht haben könnte. Bei den ägyptischen Parlamentswahlen von 2010 übte El-Helbawy Kritik an den politischen Plänen der Muslimbruderschaft. So forderte er, dass die Muslimbrüder politische Parteien und nationale Kräfte davon überzeugen müssten, die Wahlen zu boykottieren und sich hinter Mohammed el-Baradeis Aufruf zu zivilen Ungehorsam zu stellen. Die Bruderschaft lehnte die Boykottaufrufe aber ab und beteiligte sich stattdessen an den Wahlen, die als besonders betrügerisch galten.

## Wieder in Ägypten

### Politisches Engagement zu Beginn des Arabischen Frühlings
Während und nach der Revolution in Ägypten 2011 gab El-Helbawy zahlreiche Interviews für Zeitungen und Fernsehen. Schon vor dem Rücktritt von Präsident Husni Mubarak am 11. Februar versuchte er in einem Interview mit der Nachrichtenagentur Reuters der westlichen Öffentlichkeit die Angst vor einer Herrschaft der Muslimbruderschaft in Ägypten zu nehmen. Der israelisch-ägyptische Friedensvertrag von 1978 könne auch in der Zeit nach Mubarak fortbestehen, wenn die Bevölkerung dies gutheiße. Mit der Revolution sei eine neue Ära der Freiheit und Demokratie angebrochen, und in dieser neuen Ära könnten die Islamisten nicht allein regieren, sondern müssten mit „Muslimen, Linken, Kommunisten, Sozialisten, Säkularisten“ zusammenarbeiten.  
El-Helbawy sagte in dem Interview auch, dass er, wenn der Wandel friedlich käme, er zum ersten Mal seit 1988 nach Hause zurückkehren würde.
Als El-Helbawy am 5. April 2011 tatsächlich nach Kairo zurückkehrte, wurde er am Flughafen von Schwergewichten der Muslimbruderschaft wie dem früheren obersten Führer (muršid ʿāmm) Mohamed Mahdi Akef begrüßt. Kurz danach begann er, sich mit Jugendgruppen und Aktivisten innerhalb und außerhalb der Organisation abzustimmen, um die Forderungen der Muslimbruderschaft voranzutreiben. In einem Interview, dass er im Mai 2011 der Zeitung asch-Scharq al-Ausat gab, sprach sich El-Helbawy für die Gründung einer islamischen Partei durch die Muslimbrüder aus, wobei er als Modelle für eine solche Partei mit religiöser Ausrichtung die deutsche CDU und die Schas-Partei in Israel nannte. Allerdings äußerte er, dass die Muslimbruderschaft einige ihrer politischen Positionen verändern und auch Frauen und Kopten für das oberste Staatsamt zulassen müsse, wenn sie bei der Bevölkerung Erfolg haben wolle.

### Austritt aus der Muslimbruderschaft
Als El-Helbawy im Laufe des Jahres sah, dass die Führung der Bruderschaft einige Entscheidungen traf, die im Widerspruch zu seinen eigenen Überzeugungen standen, wurde er in seinem politischen Enthusiasmus etwas gedämpfter. So warf er der Bruderschaft in Interviews vor, in einer Weise nach Macht zu streben, die sich nicht von Mubaraks Nationaldemokratischer Partei unterscheide. Besonders ärgerte ihn, dass die Bruderschaft das ursprüngliche Versprechen, nur für ein Drittel der Sitze im Parlament Kandidaten zu bestimmen, nicht einhielt. Darin sah er einen Wortbruch, mit der die Muslimbruderschaft Vertrauen verspiele. Er selbst sah die wichtigste Aufgabe der Muslimbruderschaft nicht darin, nach politischer Macht zu streben, sondern in intellektuellen Vorstößen im Kampf für Gerechtigkeit und gegen Unterdrückung sowie in der Erziehung der Jugend. El-Helbawy war auch irritiert, dass die Bruderschaftsführung hochrangige Mitglieder wie Abdel Moneim Abul Futuh, die Einwände gegen einige ihrer Entscheidungen erhoben, zu ächten begann.

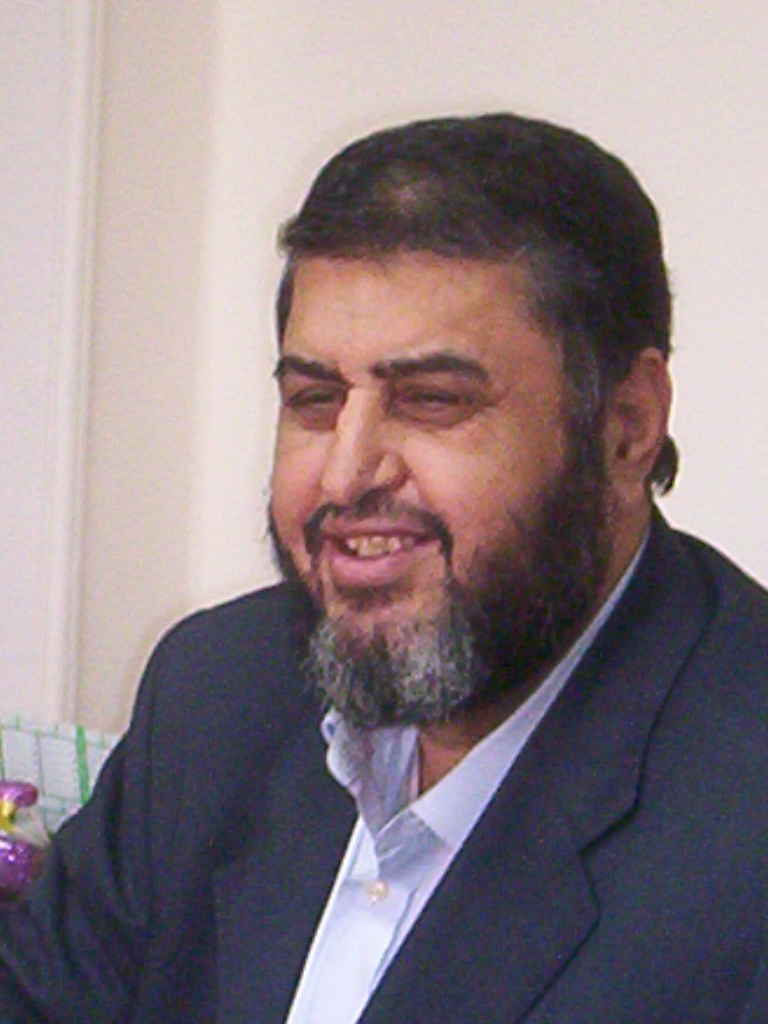
Chairat al-Schater, dessen Kandidatur bei der ägyptischen Präsidentschaftswahl von 2012 El-Helbawy zum Austritt aus der Muslimbruderschaft veranlasste.

Als Ende März 2012 die Bruderschaft ein anderes Versprechen brach, nämlich keinen eigenen Kandidaten bei der Präsidentschaftswahl aufzustellen, und Chairat al-Schater zum Kandidaten bestimmte, trat El-Helbawy aus Protest gegen diese Entscheidung aus der Muslimbruderschaft aus. Wörtlich sagte er in einer Fernsehsendung: „Ich verkünde meinen Austritt aus der Bruderschaft, weil sie auf einen Präsidentschaftskandidaten gedrängt hat, und ich wünsche mir von der Jugend, dass sie sich nicht in Zaudern, Korruption und Verwirrung innerhalb der Gruppe verwickelt lässt.“ Er betonte auch, dass diese Entscheidung die Bruderschaft der Glaubwürdigkeit beraube und der Gefahr aussetze: „Die Muslimbrüder haben angefangen zu lügen und die Methode der aufgelösten Nationaldemokratischen Partei zu befolgen.“ Einem Journalisten der ägyptischen Online-Zeitung Egypt independent sagte er:

„Ich kann mich nicht in die Reihen derer stellen, die der Revolution den Rücken zugekehrt haben. [...] Trotz meiner Traurigkeit, mein Gewissen ist rein, dass ich diesen Unsinn nicht mitmache.“

Nach seinem Austritt empfahl El-Helbawy anderen Islamisten, Abdel Moneim Abul Futuh zu wählen. Außerdem unterstützte er Bemühungen, eine Allianz zwischen Abul Futuh und Hamdin Sabahi, dem Kandidaten der Karāma-Partei, zu schmieden. El-Helbawy suchte in dieser Zeit auch den Kontakt zu Gamāl al-Bannā, dem jüngeren Bruder von Hasan al-Bannā, der der Muslimbruderschaft kritisch gegenüberstand. Viele von El-Helbawys Schülern schnitten ihn seit seinem dramatischen Austritt aus der Bruderschaft. Er selbst glaubte weiter fest an den hohen Wert ihrer Botschaft. So sagte er in dem Interview mit Egypt independent: „Selbst wenn ich [sie] öffentlich kritisiere, hoffe ich, dass es hilft, sie zu reformieren. Ich kann mich nie ganz von der Muslimbruderschaft lösen, selbst wenn ich wollte.“ Seine Frau und seine nächsten Verwandten blieben auch aktive Mitglieder der Organisation.
Was die Gründe für El-Helbawys Trennung von den Muslimbrüdern anlangt, so gibt es innerhalb der Bruderschaft die Theorie, dass er sich nach seiner Rückkehr nach Ägypten Hoffnungen auf eine prominente Position innerhalb der Organisation gemacht hatte und sich von der neuen Führung, die einer jüngeren Generation angehörte als er, kaltgestellt fühlte, zumal er eine tiefe Antipathie gegenüber Chairat al-Schater hatte. El-Helbawy selbst führte allerdings in Interviews allein ideologische Gründe für seinen Austritt an. So warf er der Führung der Muslimbruderschaft vor, von den ursprünglichen Lehren Hasan al-Bannās abgewichen zu sein und eher den gewaltorientierten Lehren Sayyid Qutbs zu folgen. Die qutbistische Strömung hat seiner Meinung nach 2004, als Mohammed Akif sein Amt als Murschid ʿāmm übernahm, die Kontrolle der Organisation übernommen.
Während der kurzen Präsidentschaft von Mohammed Mursi kritisierte El-Helbawy den Anspruch der Bruderschaft auf ein Wahrheitsmonopol und ihre Weigerung, andere säkulare politische Vorstellungen in die Regierungsarbeit zu integrieren. Ein weiterer Punkt, den el-Helbawy an der Führung der Muslimbruderschaft kritisierte, war ihr „obsessives Festhalten an einer Kultur exzessiver Geheimhaltung“. Dieses zeige sich auch im Westen. Als Beispiel verwies er in einem Interview mit Lorenzo Vidino auf die Organisation Islamic Relief. Ihre Führung gehöre ganz klar der Muslimbruderschaft an, stelle jedoch oft in gut sichtbaren Positionen Mitarbeiter ein, „die eindeutig keine Mitglieder der Muslimbruderschaft sind“, um die Verbindung zur Bruderschaft zu verschleiern. Die Muslimbrüder behielten jedoch „weiterhin ihren Einfluss, indem sie den Vorstand kontrollieren und andere Taktiken anwenden“. Der Grund dafür, dass sich diese Kultur der Geheimhaltung in der Muslimbruderschaft verbreitet hat, ist seiner Meinung der Geheimapparat der Organisation, dem die meisten jüngeren führenden Muslimbrüder angehören. Dieser habe ursprünglich nur eine untergeordnete Funktion gehabt, sei aber zu Beginn des neuen Jahrhunderts tonangebend geworden.

### Unterstützung des Militärputsches und der al-Sisi-Regierung

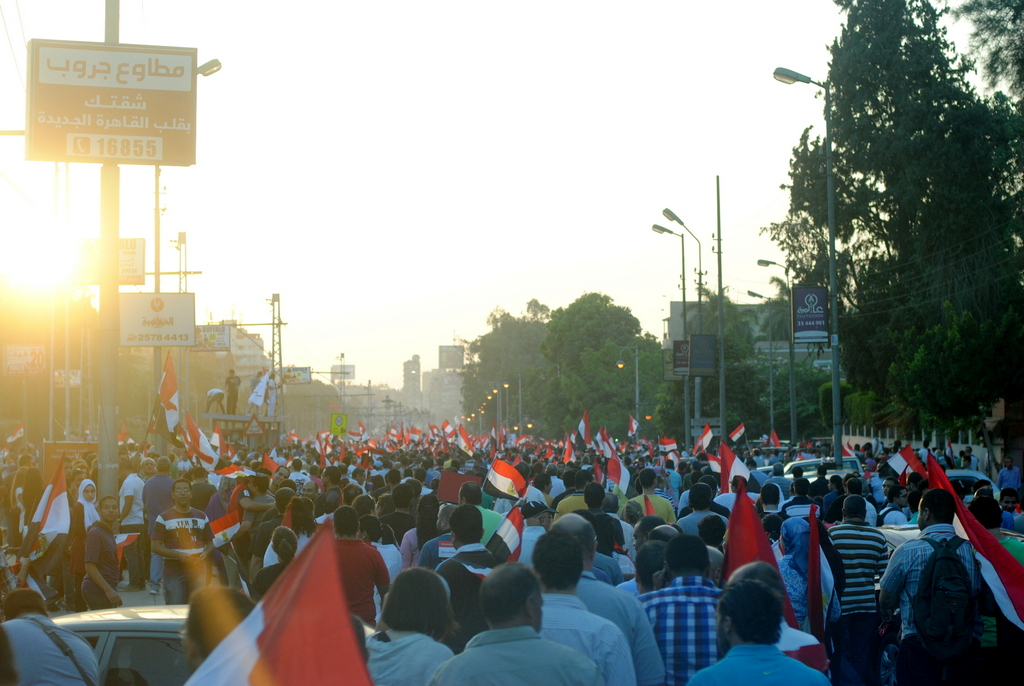
Anti-Mursi-Demonstrationen Ende Juni 2013 in Kairo

Am 30. Juni 2013 nahm El-Helbawy an den Demonstrationen gegen die Muslimbrüder in Ägypten und Präsident Mohammed Mursi teil. Nach dem Militärputsch, den Abdel Fattah al-Sisi am 3. Juli 2013 durchführte, bezeichnete El Helbawy das, was passiert war, als „Revolution aufgrund der Regierungsfehler von Mursi und der Muslimbrüder“ und verteidigte das Eingreifen des Militärs. Außerdem warnte er, dass der anhaltende Zusammenbruch der Sicherheit in Ägypten und aufrührerische Bemerkungen von Anführern solcher Gruppen wie al-Dschamāʿa al-islāmiyya eine amerikanische Intervention provozieren könnten.

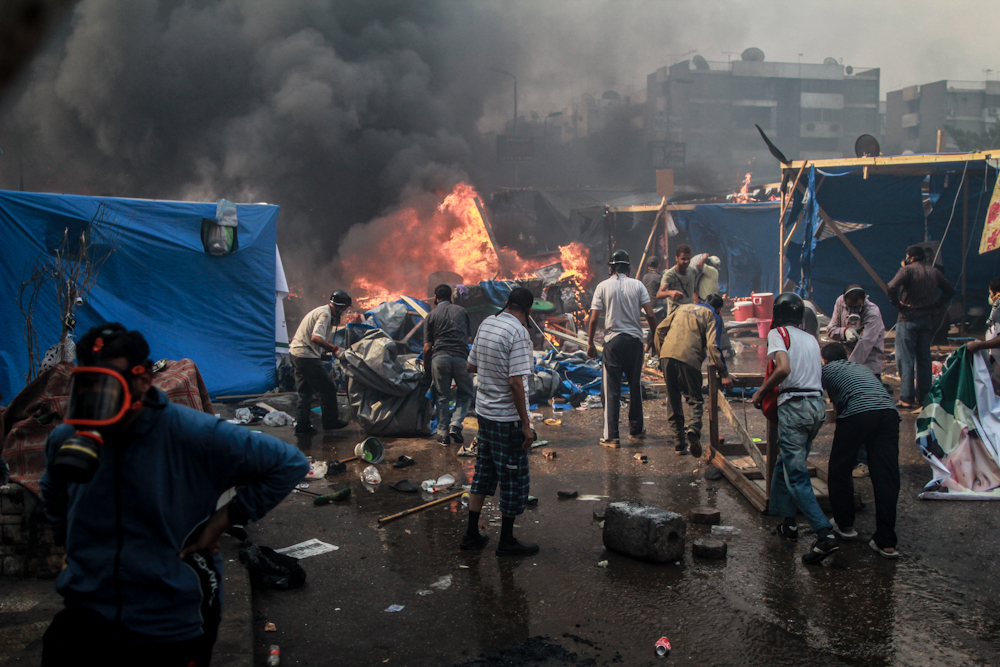
Das Rābiʿa-al-ʿAdawiyya-Protestlager nach seiner Stürmung am 14. August 2013

Die neue Regierung betrachtete El-Helbawy als nützlich und ernannte ihn im September 2013 zum stellvertretenden Vorsitzenden des „Rats der Fünfzig“, der die von der Muslimbruderschaft ausgearbeitete Ägyptische Verfassung von 2012 umschreiben sollte. Außerdem wurde er zum Mitglied des „Nationalen Rats für Menschenrechte“ (al-maǧlis al-qaumī li-ḥuqūq al-insān) ernannt. Dieser rechtfertigte nachträglich das gewaltsame Vorgehen des Militärs und der Polizei gegen die Mursi-Anhänger bei der Stürmung ihrer Protestlager am Rābiʿa-al-ʿAdawīya-Platz im August 2013 und erwähnte in seinem Bericht auch nicht die Rolle, die das Militär bei diesem Vorgehen gespielt hatte, um, wie ʿIsām Talīma vermutet, eine internationale Strafverfolgung zu verhindern.
In einem Interview, das El-Helbawy im Juni 2014 Daily News Egypt gab, äußerte er, dass es legitim sei, die Muslimbruderschaft als eine terroristische Organisation zu kategorisieren, weil sie eine Allianz mit al-Dschamāʿa al-islāmiyya und al-Dschihad eingegangen sei. In einem weiteren Interview, das er drei Monate später asch-Scharq al-Ausat gab, behauptete El-Helbawy, dass die Mehrheit des ägyptischen Volkes die Muslimbrüder hasse. Außerdem kritisierte er die Allianz zur Unterstützung der Legitimität (at-taḥāluf li-daʿm aš-šarʿīya), ein Bündnis verschiedener islamistischer Gruppierungen zur Wiedereinsetzung Mohammed Mursis, als schweren Fehler der Bruderschaft. Mit ihr hätten sich die Muslimbrüder zum ersten Mal in ihrer Geschichte mit Anhängern der Gewalt verbündet. Für Abdel Fattah al-Sisi fand El-Helbawy in diesem Interview dagegen nur lobende Worte. Er sei „ein aufrichtiger Patriot, der in erster Linie sein Land liebt, bescheiden, voller Liebe zum Volk, und die Menschen lieben ihn auch“. Als Moncef Marzouki, der frühere Präsident Tunesiens, 2015 davor warnte, Mohammed Mursi hinzurichten, entgegnete El-Helbawy darauf, dass dies eine innere Angelegenheit sei, die lediglich Ägypten angehe.

## Letzte Jahre in London: Die Initiative zur gesellschaftlichen Aussöhnung in Ägypten
Im Laufe der Zeit verschlechterte sich allerdings das Verhältnis zur Sisi-Regierung. Als El-Helbawy Ende Juli 2016 nach Iran reisen wollte, um an einer internationalen Konferenz islamischer Gruppen  teilzunehmen, hinderten ihn die Flughafenbehörden von Kairo an der Ausreise, mit dem Argument, dass er keine Genehmigung des zuständigen Verbindungsoffiziers erhalten habe, wie es die Regeln für Reise von Ägyptern in den Iran vorsehen.
Im April 2018 rief El-Helbawy dazu auf, aus ägyptischen, arabischen, und internationalen Persönlichkeiten, die für ihre Integrität bekannt sind, einen „Rat der Weisen“ zu bilden, um eine historische Vermittlung durchzuführen, den Konfliktzustand zwischen dem in Ägypten herrschenden Regime und der von der Muslimbruderschaft geführten Opposition zu beenden und eine umfassende nationale Aussöhnung herzustellen. Als Mitglieder für diesen Rat schlug er vor: den ehemaligen Präsidenten des Sudan Abd ar-Rahman Swar ad-Dahab, den Sprecher der kuwaitischen Nationalversammlung Marzūq al-Ghānim, den ehemaligen Premierminister von Algerien Abdelaziz Belkhadem, den Vorsitzenden der oppositionellen Nationalen Umma-Partei im Sudan Sadiq al-Mahdi, den palästinensischen Denker Munir Shafiq, den libanesischen politischen Denker und Schriftsteller Maan Bashour sowie Muhammad Fayek, Präsident des Ägyptischen Nationalrats für Menschenrechte, und Amr Mussa, den ehemaligen Generalsekretär der Liga der Arabischen Staaten, zusätzlich zu einer von der Azhar ausgewählten Persönlichkeit und einer weiteren Person, die die Kopten und andere Minderheiten vertreten sollte. El-Helbawy selbst betitelte diese Initiative als „Gesellschaftlicher Frieden und der Dritte Weg“. Er präsentierte sie von London aus auf zwei TV-Sendern der ägyptischen Opposition, die ihren Sitz in der Türkei haben, nämlich Mekameleen TV und dem von Ayman Nour geleiteten TV-Sender El Sharq.
Nachdem El-Helbawy seine Initiative bekannt gemacht hatte, wurde er von Vertretern des Sisi-Regimes heftig angegriffen. Kritisiert wurde vor allem, dass er seine Initiative auf Sendern vorgestellt hatte, die der Muslimbruderschaft zugerechnet werden. Mohamed El-Ghoul, Vorsitzender des Menschenrechtsausschusses im Parlament, forderte sofortige Beschlüsse, um Kamal El-Helbawy aus dem Nationalrat für Menschenrechte auszuschließen, mit dem Argument, dass „er durch seine Zusammenarbeit und Koordination mit der terroristischen Bruderschaft begonnen habe, dem Ruf des Rates und Ägyptens zu schaden.“ Der Anwalt Samir Sabry, der für seine häufigen Strafanzeigen gegen Gegner des Sisi-Regimes bekannt ist, legte dem ägyptischen Generalstaatsanwalt ein dringendes Memorandum vor, in dem er forderte, Kamal El-Helbawy in eine Terroristen-Liste aufzunehmen. Sabry warf El-Helbawy vor, dass er in seinem Interview mit El Sharq die ägyptische Regierung angegriffen und Hasan al-Bannā und andere Anführer der Muslimbruderschaft gepriesen habe. Außerdem habe er darin offengelegt, dass er sich mit der Bruderschaft abstimme, um ihre Pläne gegen Ägypten und zu verbreiten und dem ägyptischen Staat zu schädigen.
In einem Interview im April 2019 mit der staatlichen türkischen Nachrichtenagentur Anadolu Ajansı verteidigte El-Helbawy erneut den ägyptischen Militärputsch von 2013 und erklärte, die vorangehenden Proteste vom 30. Juni 2013 seien eine „vollständige Revolution“ (ṯaura kāmila) gewesen. Allerdings forderte er die Ägypter auf, bei dem bevorstehenden Referendum zur Änderung der Verfassung, das dem ägyptischen Präsidenten al-Sisi ermöglichen sollte, bis 2030 im Amt zu bleiben, mit „Nein“ zu stimmen, und brachte seine Hoffnung zum Ausdruck, dass as-Sisi die Verfassung respektiere und keinen Druck auf Medien und Justizbehörden ausübe. El-Helbawy sprach in diesem Interview auch über seine politische Initiative, die er für den Dialog zwischen Sisi und der Bruderschaft ins Leben gerufen hatte. Diese kommentierte er mit den Worten: „Das Merkwürdige ist, dass mich nach der Vorstellung dieser Initiative die Bruderschaft verdächtigte, im Auftrag des Regimes handeln, während mich das Regime verdächtigte, im Auftrag der Bruderschaft zu handeln.“ In Wirklichkeit habe er aber diese Initiative zur Verbreitung des gesellschaftlichen Friedens und zum Eintritt in den „Ring des Dialogs“ ins Leben gerufen, um der Umma klarzumachen, wer der wahre Feind sei, nämlich die zionistische Bewegung ihr Produkt Israel und die amerikanische Hegemonie. Außerdem riet er der Muslimbruderschaft in dem Interview, „sich für 10 Jahre aus der Politik zurückzuziehen und sich auf Reformen, Bildung und wohltätige Projekte zu konzentrieren, und aus der Geheimhaltung in die Öffentlichkeit herauszutreten, auch wenn dies Namensänderungen, wie sie Erbakan vorgenommen habe, erfordere.“
Kamal El-Helbawy starb am 28. Februar 2023 nach langer Krankheit in London. Er hinterließ seine Ehefrau und vier Kinder.

## Belege
1. 1 2 3 4 5 6  Mohamed Elmeshad: Profile: Kamal al-Helbawy, a defector of conscience Egypt independent 9. April 2012.
2. 1 2 3 4 5  Wafāt al-qiyādī as-sābiq bi-ǧamāʿat al-iḫwān Kamāl al-Hilbāwī aljazeera.net vom 28. Februar 2023.
3. ↑  Frampton: The Muslim Brotherhood and the West. 2018, S. 342.
4. 1 2 3  Egyptian Islamic thinker, former Muslim Brotherhood official Kamal El-Helbawy dies in Ahramonline 1. März 2023.
5. ↑  Vidino: The Closed Circle. 2020, S. 55f.
6. 1 2  Maḥmūd Šūmān: Kamāl al-Hilbāwī: Ǧamāʿat al-iḫwān al-muslimīn inḥarafat ʿan al-mašrūʿ al-islāmī wa-mālat ilā l-ʿunf in Cairo24 19. April 2022.
7. 1 2  ʿAbd as-Sattār Ḥutaita: Dr. Kamāl al-Hilbāwī fī ḥiwār maʿa «aš-Šarq al-ausaṭ»: Iʿtirāf ḥizb «al-Iḫwān» bi-wilāyat al-Qibṭī wa-l-marʾa šarṭ li-naǧāḥihī aš-Šarq al-ausaṭ 18. Mai 2011.
8. ↑  Vidino: The Closed Circle. 2020, S. 33.
9. ↑  Vidino: The Closed Circle. 2020, S. 33f.
10. ↑  Vidino: The Closed Circle. 2020, S. 35.
11. 1 2  Vidino: The Closed Circle. 2020, S. 36.
12. 1 2 3 4  Dr Kamal El-Helbawy Curriculum Vitae
13. ↑  Vidino: The Closed Circle. 2020, S. 37.
14. ↑  Vidino: The Closed Circle. 2020, S. 38.
15. 1 2 3  Khaled Hroub: Political Islam. Context versus Ideology. Saqi, London 2010. S. 288.
16. ↑  Yusuf al-Qaradawi: The lawful and the prohibited in Islam. Translated by Kamal El-Helbawy, M. Moinuddin Siddiqui, Syed Shukry. The Holy Koran Publishing House, Beirut 1984.
17. ↑  Vidino: The Closed Circle. 2020, S. 39.
18. 1 2 3 4  Vidino: The Closed Circle. 2020, S. 40.
19. 1 2 3  McGregor: Muslim Brotherhood Dissenter Kamal El-Helbawy says Campaign to restore Mursi threatens the Movement's Future. 2013, S. 1–2.
20. 1 2  Istaqāl min al-ǧamāʿa wa-daʿam al-iṭāḥa bi-Mursī.. Wafāt Kamāl al-Hilbāwī al-mutaḥaddiṯ as-sābiq bi-sm al-iḫwān fi l-ġarb Arabicpost.net 28. Februar 2023.
21. 1 2 3 4  ʿIṣām Talīma: Kamāl al-Hilbāwī… tārīḫ min al-ʿaṭāʾ wa-l-ǧadal. Arabi21 2. März 2023.
22. ↑  Frampton: The Muslim Brotherhood and the West. 2018, S. 342.
23. ↑  as-Siyāsa al-Amrīkīya fī š-šarq al-ausaṭ. Markaz al-Iʿlām al-ʿArabī, Kairo 1994.
24. 1 2  Lorenzo Vidino: Who speaks for Western Muslims? The problem of representation of Muslim communities in the West and its political and security repercussions. PhD Dissertation, Fletcher School, 2010. S. 223.
25. 1 2 3  Vidino: The Closed Circle. 2020, S. 41.
26. ↑  Siehe die archivierte Website der Muslimbruderschaft vom 18. April 1997 im Internet Archive.
27. ↑  Rich: The Very Model of a British Muslim Brotherhood. 2010, S. 121.
28. ↑  Frampton: The Muslim Brotherhood and the West. 2018, S. 401.
29. ↑  CFSOT: About us, Memento im Internet Archive vom 8. Juli 2011.
30. ↑  Frampton: The Muslim Brotherhood and the West. 2018, S. 342.
31. ↑  Nubḏa ʿan Muntadā al-waḥda al-islāmīya, Selbstdarstellung der Organisation auf der Website des Islamic Unity Forum.
32. ↑  Rich: The Very Model of a British Muslim Brotherhood. 2010, S. 132.
33. ↑  Vidino: The Closed Circle. 2020, S. 47.
34. ↑  Bowen: The Muslim Brotherhood in Britain. 2010, S. 116.
35. ↑  Frampton: The Muslim Brotherhood and the West. 2018, S. 398f.
36. 1 2  Mahan Abedin: How to Deal with Britain’s Muslim Extremists? An Interview with Kamal Helbawy in Spotlight on Terror Band 3, Nr. 7, 5. August 2005.
37. ↑  British Islamist Kamal Al-Hilbawi and Liberal Nabil Yassin Debate Whether Israeli Children Constitute Legitimate Military Targets BBC Arabic 17. Oktober 2008, transkribiert und übersetzt bei MEMRI TV, Clip Nr. 1922.
38. ↑  Jamestown Foundation: Senior Muslim Brother Says Political Change in Arab World Could Result in a Unified International Muslim Brotherhood, 8. August 2011
39. ↑  Bowen: The Muslim Brotherhood in Britain. 2010, S. 124.
40. ↑  Mihraǧān bi-Landan li-nuṣrat al-Quds Aljazeera.net 22. März 2010.
41. 1 2 3  Vidino: The Closed Circle. 2020, S. 48.
42. ↑  William Maclean: Egypt's Brotherhood is no threat to West - Islamist Reuters 29. Januar 2011.
43. ↑  Vidino: The Closed Circle. 2020, S. 48f.
44. ↑  Vidino: The Closed Circle. 2020, S. 49.
45. ↑  Vidino: The Closed Circle. 2020, S. 55.
46. ↑  Vidino: The Closed Circle. 2020, S. 54.
47. ↑  Vidino: The Closed Circle. 2020, S. 48f.
48. 1 2  Vidino: The Closed Circle. 2020, S. 52f.
49. ↑  Vidino: The Closed Circle. 2020, S. 53.
50. ↑  Vidino: The Closed Circle. 2020, S. 47.
51. ↑  Wafāt al-qiyādī as-sābiq bi-ǧamāʿat al-iḫwān Kamāl al-Hilbawī ʿan 84 ʿāman Arabi21 28. Februar 2023.
52. ↑  McGregor: Muslim Brotherhood Dissenter Kamal El-Helbawy says Campaign to restore Mursi threatens the Movement's Future. 2013, S. 2.
53. ↑  Vidino: The Closed Circle. 2020, S. 47.
54. 1 2  Basil el-Dabh: The Brotherhood ‘deviated’ from original focus, prioritised politics over revolution: Kamal Helbawy in Daily News Egypt 2. Juni 2014.
55. ↑  Muḥammad aš-Šāfiʿī: Al-Hilbāwī li-“aš-Šarq al-ausaṭ”: al-Iḫwān yaʿīšūn aḥlak aiyāmihim aš-Šarq al-ausaṭ 24. September 2014.
56. ↑  Al-Hilbāwī raddan ʿalā al-Marzūqī: iʿdām Mursī yaḫuṣṣunā Arabicpost 27. Juli 2015.
57. ↑  Saʿīd ʿAbd ar-Raḥīm: Miṣr: Manʿ Kamāl al-Hilbāwī min as-safar li-Īrān Al-ʿArabī al-ǧadīd 1. August 2016.
58. 1 2 3  Faruk Tokat, Mehmet Öztürk: Kamāl al-Hilbāwī: atamannā tawāfuqan bain al-Qāhira wa-Anqara yuqauwī al-umma Anadolu Ajansı 18. April 2019.
59. 1 2 3 4  24 iʿlāmīyan Miṣrīyan ḍaḥāya «qawāʾim al-irhāb» wa-muṭālaba bi-ḍamm Kamāl al-Hilbāwī ilaihā al-Quds al-ʿarabī 2. Mai 2018.
60. 1 2  Mohamed Zain: Former MB spokesman Helbawi censured for reconciliation call in Egypt Today 28. April 2018.
61. ↑  Maḥmūd al-ʿAmrī: Kamāl al-Hilbāwī yakšif ʿan waǧhihī al-iḫwānī yaẓhar ʿalā qanāt Aiman Nūr Youm7 1. Mai 2018.

| Personendaten    | Personendaten                                                                 |
| ---------------- | ----------------------------------------------------------------------------- |
| NAME             | El-Helbawy, Kamal                                                             |
| ALTERNATIVNAMEN  | El-Helbawy, Kamal Tawfik (vollständiger Name); كمال توفيق الهلباوي (arabisch) |
| KURZBESCHREIBUNG | ägyptischer islamischer Aktivist                                              |
| GEBURTSDATUM     | 9. April 1939                                                                 |
| GEBURTSORT       | Kafr al-Batanūn (Gouvernement al-Minufiyya)                                   |
| STERBEDATUM      | 28. Februar 2023                                                              |
| STERBEORT        | London                                                                        |